# ヘリオス テクノ ホールディング
ヘリオス　テクノ　ホールディング株式会社（英文社名：Helios Techno Holding Co., Ltd.）は、東京都中央区に本社を置く持株会社である。

## 主力製品・事業
- 液晶製造装置
- 特殊印刷機
- プロジェクター用ランプ
- LEDランプ
- 露光装置用光源ユニット

## 主要事業所
- 本社 - 東京都中央区日本橋馬喰町1-11-10 S-GATE FIT 日本橋馬喰町8F

## 沿革
- 1976年10月 - フェニックス電機株式会社を設立。
- 1989年12月 - 株式を店頭公開。
- 1995年11月 - 会社更生法適用申請。
- 1996年5月 - 株式店頭登録取消。
- 1997年 - 「二重シール構造」開発
- 1998年7月 - 会社更生手続終結。
- 2002年12月 - JASDAQ市場上場。
- 2004年 - 第4回ポーター賞受賞。
- 2005年4月 - 東京証券取引所2部上場。第2工場を新設。
- 2006年 - 国際規格ISO14001を取得。東京証券取引所1部指定替え。
- 2009年
  - 4月 - ヘリオス　テクノ　ホールディング株式会社に商号変更。事業分割により新たにフェニックス電機株式会社を設立。
  - 5月 - 株式会社日本技術センターを完全子会社化。
  - 6月 - ナカンテクノ株式会社を設立。
  - 7月 - 子会社のナカンテクノが、ナカン株式会社から事業譲渡を受け事業開始。
- 2013年
  - 5月 - 子会社の日本技術センターが、株式会社関西技研を完全子会社化。
  - 10月 - 子会社の日本技術センターが関西技研を吸収合併、株式会社テクノ・プロバイダーを完全子会社化。
- 2015年4月 - 子会社の日本技術センターが、テクノ・プロバイダーを吸収合併。
- 2016年10月 - 子会社のナカンテクノが、株式会社リードテックを完全子会社化。
- 2018年12月 - 子会社の日本技術センターが、株式会社テクノリンクを完全子会社化。
- 2020年
  - 1月 - NTホールディングス株式会社に、子会社の日本技術センター及びテクノリンクの全株式を譲渡。
  - 12月 - 本社所在地を兵庫県姫路市から東京都中央区日本橋小伝馬町へ移転
- 2023年10月 - 本社所在地を東京都中央区日本橋馬喰町へ移転

## 主要関係会社

### 国内グループ企業
- 製造装置事業
  - ナカンテクノ株式会社 - 液晶製造装置、特殊印刷機
  - 株式会社リードテック - 液晶製造装置、特殊印刷機
- ランプ事業
  - フェニックス電機株式会社 - プロジェクター用ランプ、LEDランプ
- 営業
  - 株式会社ルクス